# Kropak (Winong)
Kropak is een bestuurslaag in het regentschap Pati van de provincie Midden-Java, Indonesië. Kropak telt 1907 inwoners (volkstelling 2010).